# NGC 5587
NGC 5587 (również PGC 51332 lub UGC 9202) – galaktyka spiralna (S0-a), znajdująca się w gwiazdozbiorze Wolarza. Odkrył ją William Herschel 17 kwietnia 1784 roku. Jest to galaktyka z aktywnym jądrem typu LINER.
W galaktyce tej zaobserwowano supernową SN 2006dy.